# ジャクリーヌ・ド・エノー

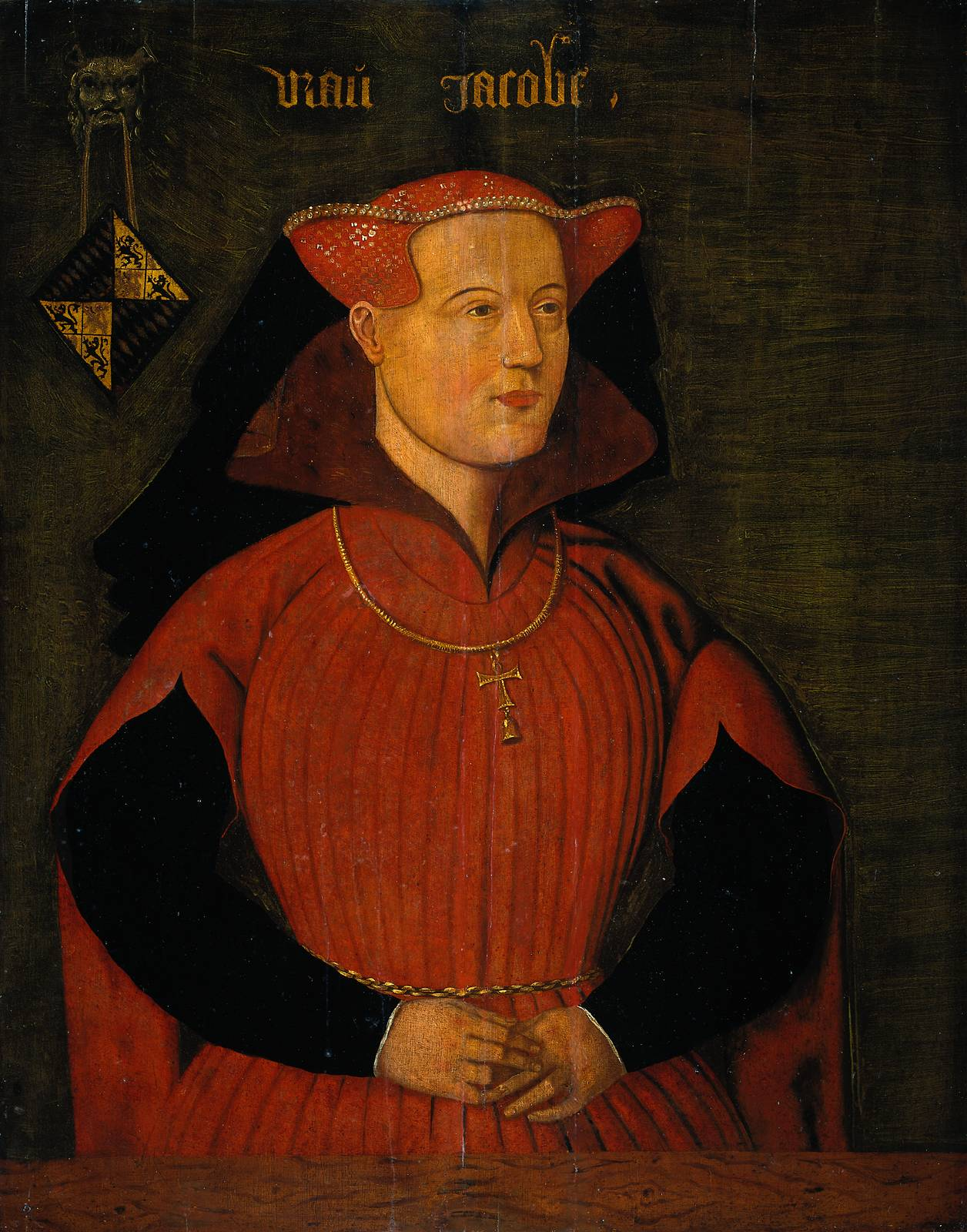
ジャクリーヌ・ド・エノー

ジャクリーヌ・ド・エノー（仏：Jacqueline de Hainaut）またはジャクリーヌ・ド・バヴィエール（同：Jacqueline de Bavière, 1401年8月16日 - 1436年10月8日）は、エノー女伯・ホラント女伯・ゼーラント女伯（在位：1417年 - 1432年）。オランダ語名ヤコバ・ファン・ベイエレン（Jacoba van Beieren）。

## 生涯

### 幼年時代
下バイエルン＝シュトラウビング公ヴィルヘルム2世（エノー伯としてはギヨーム4世、ホラント伯としてウィレム4世、ゼーラント伯としてウィレム5世）と、マルグリット・ド・ブルゴーニュ（ブルゴーニュ公フィリップ2世（豪胆公）の娘）との間に、ル・ケスノワ（Le Quesnoy：現フランス領フランドル、ノール県の町）の城で生まれた。
一人娘であったジャクリーヌは、わずか5歳でフランス王シャルル6世の四男、トゥーレーヌ公ジャンと婚約した。幼い2人は、ジャクリーヌの生まれたル・ケスノワで良い教育を受けた。1415年8月、14歳でジャンと正式に結婚した。同年12月、ジャンの兄でドーファン（王太子）のルイが急死したことから、ジャンがドーファンとなった。しかし1417年4月、ジャンはコンピエーニュで急死した。続いて同年5月、ジャクリーヌは父を失う。
ジャクリーヌがエノー伯・ホラント伯・ゼーラント伯を継承するのは周知の事実であったが、父方の叔父にあたるリエージュ司教及びバイエルン＝シュトラウビンク公であるヨハン3世が反対した。しかしホラント伯領はジャクリーヌを支持した。1418年、ヨハン3世の義兄でジャクリーヌの母方の伯父であるブルゴーニュ公ジャン1世（無怖公）は、自身の甥でジャクリーヌの従弟であるブラバント公ジャン4世の政略結婚を計画し、同年4月にジャクリーヌはハーグでジャン4世と結婚した。親族であることが考慮され、無怖公がローマ教皇マルティヌス5世の許可を得た上での結婚だった。
ジャン4世はジャクリーヌより年下で頼りなく、結婚生活は幸せではなかった。この時期、絶え間なく続くヨハン3世との領土を巡る争いで、内戦へ突入しようとしていた。1419年に従兄で無怖公の息子フィリップ3世（善良公）の仲介で一度和議が結ばれるが、ヨハン3世との諍いは彼が死ぬ1425年まで続いた。
ヨハン3世との確執で、夫からもブルゴーニュ公女である母からも支持が得られないと悟ったジャクリーヌは、1421年にイングランドへ亡命した。そこで彼女を迎えたのは、イングランド王ヘンリー5世の弟グロスター公ハンフリーであった。無力な夫との結婚の無効を1422年に対立教皇ベネディクトゥス13世から認められ、ジャクリーヌは同年にグロスター公と再婚した。

### グロスター公との結婚

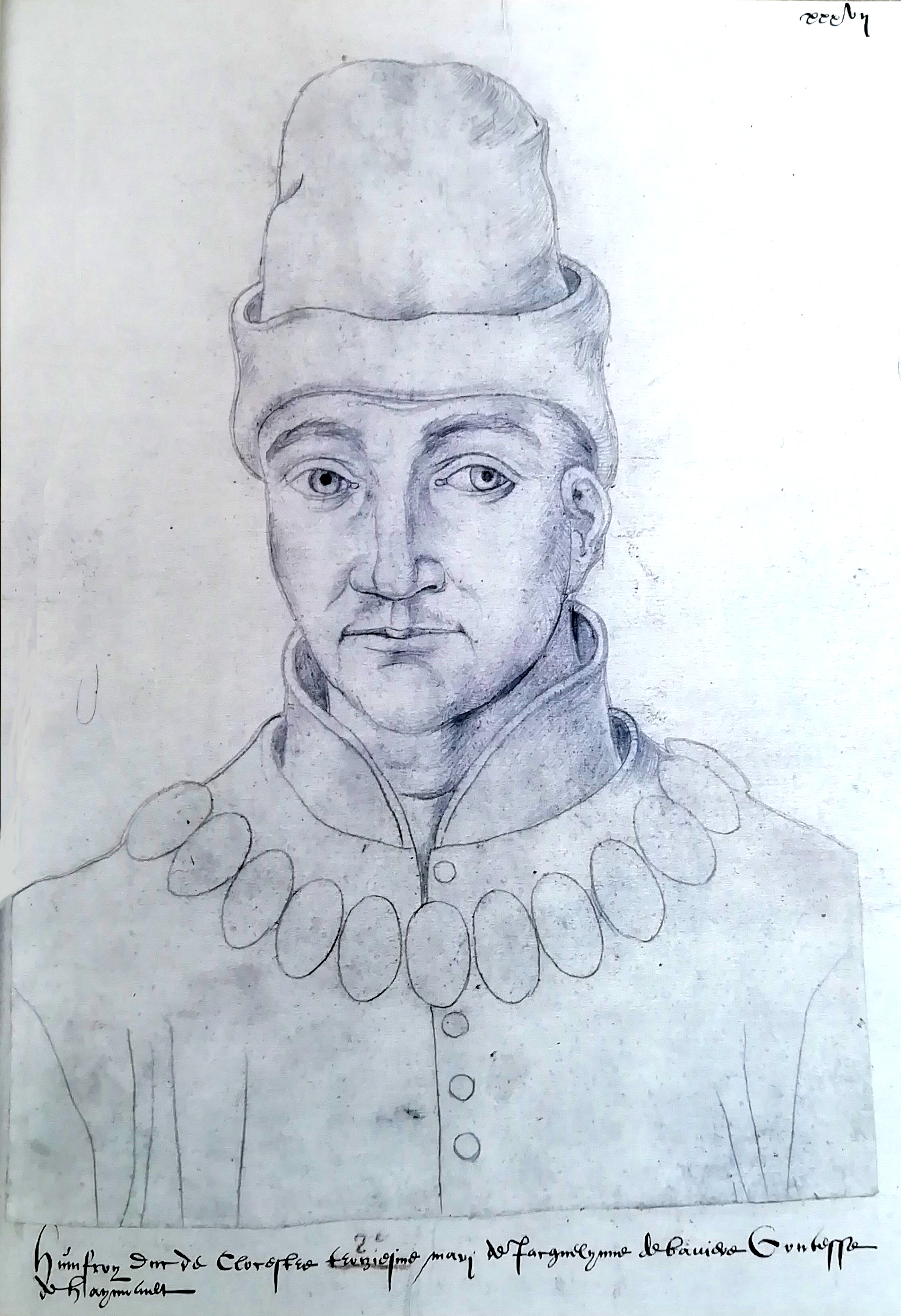
グロスター公ハンフリー

1422年、ヘンリー5世の急逝によって、グロスター公は甥の幼王ヘンリー6世の護国卿となった。ジャクリーヌは自身の領土の回復を夫に願ったが、状況が変わってしまう。1424年、ジャクリーヌはグロスター公との子を流産する（生涯4度の結婚で唯一の子であった）。1425年1月、ヨハン3世が毒殺されたが、死ぬ前の1424年4月に善良公を相続人に指名したことで、大義名分を得た善良公がジャクリーヌの領地を含めたネーデルラントを巡りグロスター公と戦うことになった。
1424年10月、グロスター公は軍を率いてカレーへ上陸、北上してエノーを占領した。ところがブルゴーニュがイングランドの同盟国だったことから、イングランド・ブルゴーニュ間の政治的対立が同盟の決裂、ひいては百年戦争でのイングランドとフランスの戦闘で重大な躓きになることを恐れたグロスター公の兄ベッドフォード公ジョンがグロスター公の制止に動くと、彼は妻の抱える問題から距離を置くようになった。勝ち目のない戦いを続ける妻をグロスター公は見捨て、ジャクリーヌはモンスの攻城戦の後、ヘントの城で善良公によって逮捕された。
ジャクリーヌと彼女の領土に関心を失ったグロスター公は1425年4月にイングランドへ帰国し、妻の女官であったエレノア・コブハムを愛人とした。囚われの身であったジャクリーヌは、男装して幽閉先からの脱出に成功した。
グロスター公は1425年12月に、24隻の艦船、2000人の兵士を送り込んだ。ゼーラントの諸都市は抵抗の準備をしてなかったが、同盟を尊重するベッドフォード公から通報を受けた善良公が直ちにブルゴーニュ軍をゼーラントへ派遣、年が明けた1426年1月にイングランド軍はブルゴーニュ公軍の前にあえなく敗退し、ゼーラントを善良公が獲得した。1428年、教皇マルティヌス5世はジャクリーヌはいまだブラバント公ジャン4世と結婚しており、グロスター公との結婚は無効であるとした。これによって結婚の義務から解放されたグロスター公は、愛人エレノアと正式に結婚、ネーデルラント獲得を諦めた。
何の後ろ盾もなくなったジャクリーヌは、自分の領土の復活は不可能だと悟り、7月にデルフトで善良公との和議に応じた。彼女はエノー女伯・ホラント女伯・ゼーラント女伯の称号は保持したが、支配権は善良公に帰することとなった。また、ジャクリーヌが子供のないまま死んだ場合、善良公が伯位を継承するものと決められた。そして母と善良公、および3伯領の同意なしにジャクリーヌが結婚することを禁止した。
この条約により、ジャクリーヌは期待していた以上のものを得た。彼女は幼年時代から伯領の支配者であったが、善良公が鋳造した硬貨に初めてジャクリーヌの肖像が刻まれたのである。これは、彼女を支持する一部の者が与えた揺るぎない地位であった。しかし、今や彼女の生活は空虚なもので、まれにしか伯領を旅することはなかった。

### 晩年

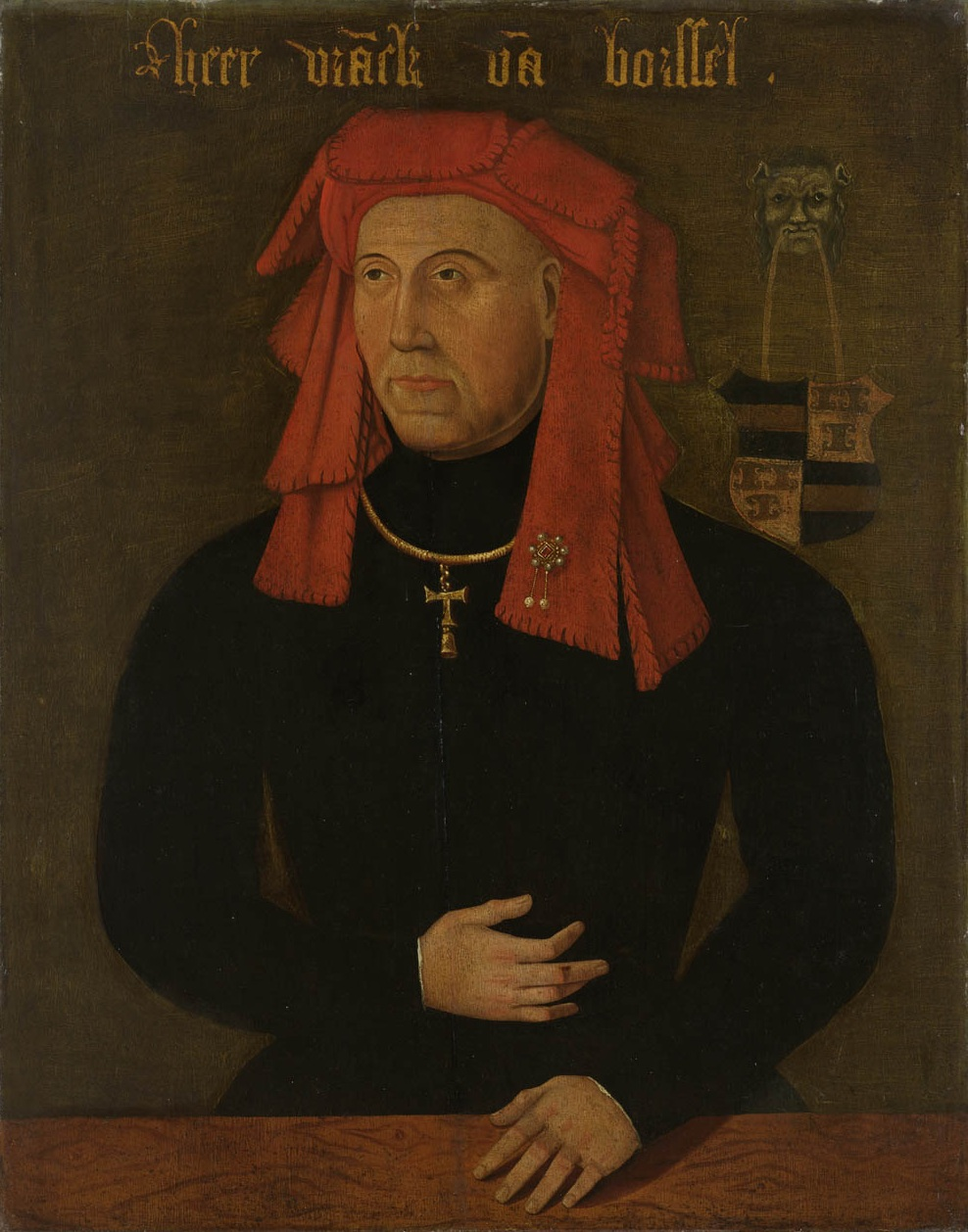
ボルセレン卿フランク

1430年、善良公は、ジャクリーヌの資産を託していたボルセレン卿フランク（nl）へ、ホラント伯領・ゼーラント伯領を抵当に入れた。彼はかつてジャクリーヌの敵の一人であった。しかしジャクリーヌとボルセレン卿は1432年に秘密裡に結婚し、ブルゴーニュ支配に抵抗してホラントで反乱を計画した。
善良公はホラントを制圧し、ボルセレン卿を牢へ放り込んだ。ジャクリーヌは善良公の要求に応じて自身の所領を全て放棄したことで、善良公は彼女を自由の身にし、ボルセレン卿との結婚を許可した。もはやジャクリーヌは夫の所領で引退同然の暮らしを強いられ、生まれながらの称号であるバイエルン公女、ホラント伯女、そして善良公からボルセレン卿へ授けられた称号・オーステルヴァント伯爵夫人として知られる存在であった。1434年3月、ジャクリーヌはボルセレン卿と教会で結婚式を挙げた。
名目上の伯爵位しかない晩年であったが、ボルセレン卿との結婚は幸福であった。しかし1436年夏、ジャクリーヌは重病にかかり、同年10月8日にテイリンゲン城で急逝した。肺結核であったとされる。彼女には子供がなかったため、爵位及び伯領は善良公が継承した。ボルセレン卿は、妻の死から34年後に死んだ。